# Station Marlengo-Marling
Station Marleng-Marling is een spoorwegstation aan de Vintzgouwspoorlijn in de gemeente Marling (Italië-Zuid-Tirol).
De stationsnaam wordt volgens de regels van Trenitalia in het Italiaans aangegeven, gevolgd door het Duits als lokale taal.